# فلوبا
فلوبا هو ميم إنترنت لحيوان من نوع عناق الأرض يسمى غوشا. 

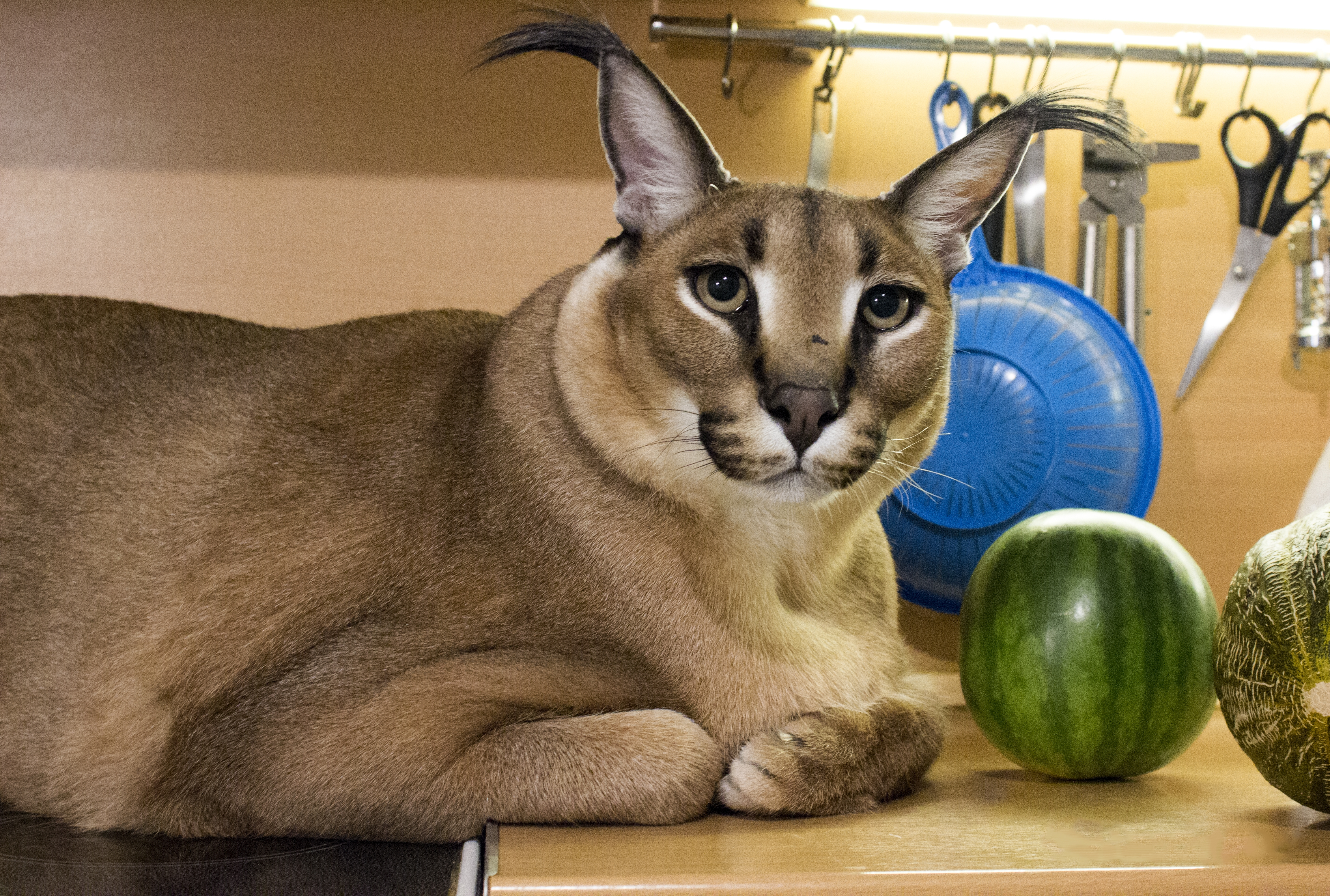
فلوبا مع البطيخ الأحمر